# Shawn James
Shawn James (* 10. September 1983 in East Berbice-Corentyne, Guyana) ist ein US-amerikanischer Basketballspieler. Nach dem Studium in den Vereinigten Staaten wurde James 2008 Profi in Israel, wo er seit 2011 für den Rekordmeister Maccabi Tel Aviv spielt. Mit diesem Verein gewann er 2014 eine Triple Crown aus nationalem Double und dem höchstrangigen europäischen Vereinswettbewerb EuroLeague 2013/14. James wechselte anschließend zum italienischen Meister EA7 Mailand in die Lega Basket Serie A.

## Karriere
James wurde in Guyana geboren und kam mit seiner Familie im Alter von sieben Jahren in die Vereinigten Staaten. Dort machte er in Brooklyn seinen Schulabschluss, besuchte aber vor Studienbeginn noch eine „Prep School“ in Fitchburg (Massachusetts). Schließlich bekam er einen Studienplatz an der Northeastern University in Boston, wo er von 2004 an unter anderem mit J. J. Barea für die Hochschulmannschaft Huskies zunächst in der America East Conference der NCAA Division I spielte. Mit der Mannschaft wurde er zum National Invitation Tournament 2005 eingeladen, bei dem man jedoch in der ersten Runde ausschied. Nach dem Wechsel in die Colonial Athletic Association (CAA) glückte zunächst keine Teilnahme an einem landesweiten Turnier der Postseason. Anschließend wechselte James an die Duquesne University in Pittsburgh, wohin sein Huskies-Trainer Ron Everhart gewechselt war. Im September 2006 wurde er jedoch auf dem Campus der Duquesne angeschossen. Allerdings war James wegen des Hochschulwechsels von vorneherein wegen der Regularien der NCAA ein Jahr lang für Meisterschaftsspiele gesperrt, so dass er seinen verletzten Fuß ohne Einschränkungen kurieren konnte. Ab der Saison 2007/08 spielte er dann für die Hochschulmannschaft Dukes der Duquesne University in der Atlantic 10 Conference (A-10) der Division I. Trotz positiver Saisonbilanz konnte man sich nicht für ein landesweites Postseason-Turnier qualifizieren. Anschließend beendete James mit bereits 24 Jahren als Junior seine Collegekarriere, um Profi zu werden. Als ausgezeichnetem Shotblocker war es ihm gelungen, fünf seltene Triple Doubles in Spielen seiner Collegelaufbahn zu erzielen. Trotz günstiger Prognosen wurde er in der NBA-Draft 2008 von keinem Klub der am höchsten dotierten Profiliga NBA ausgewählt.
Schließlich unterschrieb James 2008 seinen ersten Profivertrag bei Bnei haScharon aus Herzlia in der höchsten israelischen Spielklasse Ligat ha’Al. Im europäischen Vereinswettbewerb Eurocup 2008/09 schied man jedoch bereits nach der Vorrunde aus. Als sechstplatzierte Mannschaft nach der regulären Saison 2008/09 der israelischen Meisterschaft erreichte man zwar die Viertelfinal-Play-offs, schied dort jedoch auch aus. Nachdem man in der Saison 2009/10 nur den achten Platz belegt hatte, musste man in der ersten Play-off-Runde gegen den vermeintlich übermächtigen Rekordmeister Maccabi Tel Aviv antreten, dem man einen großartigen Kampf über die Maximalanzahl von fünf Spielen lieferte. Das entscheidende fünfte Spiel verlor man mit zwei Punkten Unterschied in Tel Aviv und schied aus. In der Saison 2010/11 verbesserte man sich auf den vierten Platz zum Saisonende, schied aber diesmal trotz Heimrechts in der Viertelfinalserie aus. Anschließend wurde James von Rekordmeister Maccabi Tel Aviv unter Vertrag genommen, mit dem er nun auch wieder in europäischen Vereinswettbewerben antrat. Als Gastmannschaft konnte man die ABA-Liga 2011/12 gewinnen. In der EuroLeague 2011/12 musste Vorjahresfinalist Maccabi bereits in den Viertelfinal-Play-offs gegen Titelverteidiger Panathinaikos Athen antreten, die sich erneut durchsetzen konnten. In den nationalen Wettbewerben verlor Maccabi jedoch nur zwei Saisonspiele und konnte das nationale Double aus Meisterschaft und Pokal erfolgreich verteidigen. In der Saison 2012/13 verteidigte man zunächst den Titel im nationalen Pokalwettbewerb und erreichte wiederum die Viertelfinal-Play-offs in der EuroLeague 2012/13, nachdem James in der Vorrunde einmal als „MVP of the week“ (deutsch Spieler der Woche) ausgezeichnet worden war. Das Viertelfinale ging diesmal glatt in drei Spielen gegen Real Madrid verloren. Trotzdem wurde James am Saisonende unter die zehn besten Spieler des Wettbewerbs in das „All-Euroleague 2nd Team“ berufen. Anschließend verlor Maccabi auch beim nationalen Final-Four-Turnier überraschend das Finalspiel gegen Maccabi Haifa.
In der Saison 2013/14 kamen bei James Verletzungsprobleme an den Bandscheiben zurück, die ihn bereits 2012 zu einer Pause gezwungen hatten. Im Januar 2014 entschloss man sich schließlich zu einer operativen Behandlung, die ihn zu einer längeren Pause zwang. Ohne James glückte Maccabi erneut die Titelverteidigung im nationalen Pokalwettbewerb, danach übersprang man auch die Viertelfinalhürde und erreichte diesmal das Final-Four-Turnier der EuroLeague 2013/14. Ohne den weiter aussetzenden James besiegte man im Halbfinale überraschend PBK ZSKA Moskau mit einem Punkt Unterschied und konnte schließlich im Finale auch Real Madrid nach Verlängerung bezwingen. Dies war der erste Erfolg für Maccabi in diesem Wettbewerb seit neun Jahren. Zum Saisonabschluss holte sich die Mannschaft im Meisterschaftsfinale auch den Titel von Titelverteidiger Maccabi Haifa zurück und gewann damit eine Triple Crown. Nach der erfolgreichen Saison unterschrieb James einen Vertrag beim italienischen Meister EA7 Emporio Armani aus Mailand in der Lega Basket Serie A.